# Pterygotrigla megalops
Pterygotrigla megalops és una espècie de peix pertanyent a la família dels tríglids.

## Descripció
- Fa 9,4 cm de llargària màxima.
- Té el clatell, el pit i el ventre amb escates.
- Absència de taques al dors.[5][6]

## Hàbitat
És un peix marí i batidemersal que viu entre 340-500 m de fondària.

## Distribució geogràfica
Es troba al Pacífic occidental central: les illes Filipines i Saipan.

## Observacions
És inofensiu per als humans.